# Chew Magna
Chew Magna – wieś w Anglii, w hrabstwie ceremonialnym Somerset, w dystrykcie (unitary authority) Bath and North East Somerset. Leży 10 km na południe od miasta Bristol i 173 km na zachód od Londynu. Miejscowość liczy 1161 mieszkańców.